# Камък (медицина)
Вижте пояснителната страница за други значения на Камък.
Като камъни или пясък в медицината се означават утаечните минерални частици, които се образуват в болния организъм.
Процесът на образуване на камъните се нарича литиаза (от гръцки: камък). Литиазата протича само при наличието на определени структурни или функционални нарушения в организма. При нормални условия камъни в тялото няма и не може да има.

## Причини
Основната причина за възникване на литиаза е отклонение в стойностите на pH. Тогава колоидните белтъци преминават от състояние на зол, в състояние на гел и се утаяват. В така обособената плътна пихтиеста маса започват да се отлагат различни соли – най-често калциеви, магнезиеви и фосфорни. Към формиращия се камък прилепват останки от разрушени клетки, микроорганизми и други органични частици, които се обозначават със сборното название детрит.

## Видове каменни болести
Според локализацията:
- Arthrolithiasis – ставнокаменна болест (камъните се образуват в ставните кухини);
- Cholelithiasis – жлъчнокаменна болест (камъните се образуват в черния дроб и жлъчката);
- Galaktolithiasis – гръднокаменна болест (камъните се образуват в млечните жлези);
- Lithopaedion – минерализиране на зародиша в матката;
- Nephrolithiasis – бъбречнокаменна болест (камъните се образуват в бъбречното легенче);
- Neurolithiasis – ликворнокаменна болест (камъните се образуват в гръбначно-мозъчната течност);
- Odontolithiasis – зъбен камък;
- Ophthalmolithiasis – очнокаменна болест (камъните се образуват в очната течност);
- Sialolithiasis – слюннокаменна болест (камъните се образуват в слюнчените жлези);
- Urolithiasis – пикочнокаменна болест (камъните се образуват в пикочния мехур).

В стомаха и червата може да се образуват топки от несмлени хранителни влакнини, косми и др. Те се наричат „конкременти“.